# Aktivni transport
V celični biologiji je aktivni transport definiran kot gibanje molekul skozi celično membrano z območja manjše koncentracije na območje večje koncentracije. Poteka torej v smeri naraščajočega koncentracijskega gradienta. Za svoj potek aktivni transport potrebuje energijo, ki je lahko v obliki molekul adenozina trifosfata – ATP-ja (kot pri primarnem aktivnem transportu) ali pa jo predstavlja elektrokemični gradient, kot se to dogaja pri sekundarnem aktivnem transportu. Eden izmed številnih primerov aktivnega transporta v človeškem telesu je privzem glukoze v prebavilih, pri rastlinah pa je denimo potreben pri sprejemu mineralov v koreninske laske.

## Zgodovina raziskovanja
Leta 1848 je nemški fiziolog Emil du Bois-Reymond predlagal, da se lahko snovi preko membran prenašajo tudi s pomočjo aktivnega transporta. 100 let kasneje je raziskovalec Thomas Rosenberg izoblikoval novi koncept aktivnega transporta, ki je temeljil na vključenosti energije v ta proces. V letu 1997 je danski fizik Jens Christian Skou prejel Nobelovo nagrado za kemijo za svoje raziskovanje natrij-kalijeve črpalke.

## Aktivni ali pasivni celični transport
Bistvena razlika med aktivnim in pasivnim transportom je v mehanizmih in smeri prehajanja snovi, saj je za pasivni transport značilno, da snovi prehajajo z mesta večje koncentracije na območje manjše koncentracije (oziroma v smeri padajočega koncentracijskega gradienta), energija pa izhaja iz molekul samih, saj te posedujejo kinetično energijo in zato difundirajo po prostoru. Aktivni transport omogoča prenos snovi v smeri naraščajočega koncentracijskega gradienta, energijo za izvajanje procesa pa dobi iz celice. Običajno služi zbiranju visokih koncentracij molekul, ki jih celica potrebuje (denimo ione, glukozo in aminokisline), a jih zaradi nasprotovanja zakonom difuzije ne more pridobiti s pomočjo pasivnega transporta, ker poteka prenos z mest večje koncentracije na območja manjše koncentracije.

## Lastnosti
Pri aktivnem transportu specializirane transmembranske beljakovine prepoznajo neko snov in ji nato omogočijo prehod. Ta tip membranskega transporta celica uporablja, kadar preko membrane prehajajo snovi v smeri naraščajočega koncentracijskega gradienta ali pa gre za molekule ter ione, ki zaradi svojih kemijskih lastnosti ne morejo preiti lipidnega dvosloja (so denimo nabite, polarne ali hidrofobne). V celični biologiji prepoznavamo dva glavna tipa aktivnega transporta, primarni aktivni transport in sekundarni aktivni transport. Pri primarnem aktivnem transportu črpalke za prehajanje snovi uporabljajo energijo v obliki molekul ATP. Nasprotno se sekundarni aktivni transport poslužuje potencialne energije; energija, sproščena zaradi premika enega iona v smeri padajočega koncentracijskega gradienta, se uporabi za prenos drugega iona v smeri naraščajočega koncentracijskega gradienta.

## Primarni aktivni transport
Imenuje se tudi direktni aktivni transport. Pri svojem delovanju porablja presnovno energijo za prenašanje molekul preko biotskih membran. Med snovi, ki se transportirajo s pomočjo primarnega aktivnega transporta, spadajo denimo kovinski ioni, kot so Na+, K+, Mg2+ in Ca2+. Ti nabiti ioni potrebujejo specifične ionske črpalke ali ionske kanale, da se lahko prenesejo preko membran v ali iz celice.
Večina encimov, ki sodeluje v tovrstnih procesih transporta, so transmembranske (vgrajene v membrano) ATPaze oziroma adenozintrifosfataze. Ena izmed njih, ki je skupna vsem živalskim celicam, je natrij-kalijevega črpalka, ki sodeluje pri vzdrževanju celičnega membranskega potenciala, tako da v citosol sprejme dva kalijeva iona in hkrati iz celice prenese tri natrijeve ione. Za primarni aktivni transport se lahko uporablja tudi energija fotonov (svetloba) in energija redoks reakcij (oksidacij ter redukcij). Primer transporta, kjer se uporablja energija iz redoks reakcij, je dihalna veriga v mitohondriju, kjer se energija NADH (reducirana oblika nikotinamidadenindinukleotida) uporabi za premik vodikovih protonov čez notranjo mitohondrijsko membrano v smeri naraščajočega koncentracijskega gradienta. Svetlobna energija pa je del primarnega aktivnega transporta, ki ga izvajajo transmembranske beljakovine, vključene v fotosintetske reakcije, kjer se vodikove protone premika v smeri naraščajočega koncentracijskega gradienta preko tilakoidne membrane kloroplasta.

### Model primarnega aktivnega transporta
Za transport vodikovih ionov v smeri naraščajočega koncentracijskega gradienta se uporablja energija, ki izvira iz hidrolize molekule ATP. Potečeta fosforilacija (prenos fosforilnih skupin) prenašalne beljakovine in vezava vodikovega iona, ki sprožita spremembo strukture, kar omogoči prenos vodikovih ionov proti elektrokemičnemu gradientu. Zatem hidroliza pripete fosfatne skupine in sprostitev vodikovega iona povzročita vnovično vzpostavitev prvotne zgradbe prenašalne beljakovine, ki je tako pripravljena za prenos nove molekule ali iona.

### Tipi prenašalcev primarnega aktivnega transporta
Črpalke ali prenašalci, ki aktivni transport izvajajo, tako da pri tem porabljajo energijo ATP, so denimo P-črpalke (ki se nahajajo v celični membrani), F-črpalke (zasidrane v membrane mitohondrija) in V-črpalke (prisotne v vakuolarnih organelih).
Glavna značilnost V-črpalk je dejstvo, da pri transportu ionov, za katerega porabljajo molekule ATP, ne nastajajo fosforilirani beljakovinski intermediarni produkti (tudi intermediati). Ta tip prenašalnih beljakovin nastopa v lizosomih in endosomih, kjer skrbi za prenos raznih protonov v notranjost organelov, pri določenih celicah (denimo osteoklastih) pa se pojavlja tudi v regijah celičnih membran.
Eden bolj poznanih primerov P-črpalk je natrij-kalijeva črpalka (tudi Na⁺/K⁺ ATPaza), ki vzdržuje veliko večjo koncentracijo natrijevih ionov v medceličnini kot v notranjosti celice. Pri delovanju P-črpalke je ključno, da se fosfatna skupina, ki nastane ob hidrolitskem razpadu molekule ATP, veže na beljakovinsko črpalko, ki se zaradi tega preoblikuje in omogoči ionu, da jo preide. Drug primer P-črpalke je kalcijeva črpalka (tudi Ca2+ ATPaza), ki prenaša kalcijeve ione iz celice ali pa v notranjost endoplazemskega retikla.
F-črpalke lahko najdemo v notranji membrani mitohondrija, kjer s pomočjo protonskega gradienta (vodikovi protoni se v veliki koncentraciji nahajajo v medmembranskem prostoru mitohondrija in po potrebi prehajajo skozi F-črpalko) sintetizirajo molekule ATP iz ADP in fosfatnih skupin. Opisan tip F-črpalke je tako imenovana ATP-sintaza, ker katalizira nastajanje energijsko bogatih molekul ATP. Podobna F-črpalka se nahaja tudi v membranah kloroplastov rastlinskih celic.
Primarni aktivni transport izvajajo tudi transporterji ABC (tudi ABC-transporterji ali ABC-prenašalci, ang. ATP binding cassette), na katerih poteče razpad molekule ATP, ta pa omogoči črpanje raznih ionov. Poleg tega se preko tovrstnih prenašalcev transportirajo tudi mnogi lipidi, zdravila in polipeptidi. V človeškem telesu je tipičen primer transporterja ABC eden izmed kanalov za klorove ione, ob okvari (genski mutaciji beljakovine) katerega nastopi bolezen cistična fibroza. Delovanje transporterjev ABC je povezano z neodzivnostjo tumorjev na zaužita zdravila, okrnjeno absorpcijo raznih zdravil in pospešenim izločanjem nekaterih učinkovin s pomočjo žolča. Po nekaterih podatkih je poznanih 48 transporterjev, ki se jih dalje klasificira v družine ABCA, ABCB, ABCC, ABCD, ABCE, ABCF in ABCG. Običajno ta tip transporterjev gradita dve domeni, ki vežeta nukleotide, in dve hidrofobni transmembranski regiji, ki oblikujeta votlo strukturo. Transporterje ABC pogosto najdemo v membranah rastlinskih celic in njihovih organelov (na primer mitohondrijev, kloroplastov in celične membrane). Po mnenju nekaterih raziskovalcev imajo ABC-prenašalci bistveno vlogo pri odgovoru na okužbe s patogeni, prenašanju rastlinskih hormonov in razstrupljanju (detoksikaciji). Dalje naj bi bili udeleženi v sekrecijo hlapnih spojin in antimikrobnih presnovkov.

## Sekundarni aktivni transport
Sekundarni aktivni transport pogosto imenujejo tudi kotransport, ker se skozi isti prenašalec naenkrat prenašata dve različni snovi (najpogosteje sta to dva iona). Pri svojem delovanju uporablja energijo, ki izhaja neposredno iz razlike koncentracijskih gradientov dveh snovi; tako se en ion difuzno prenaša v smeri padajočega koncentracijskega gradienta (z mesta višje koncentracije proti območju z nižjo koncentracijo) in pri tem zagotavlja energijo za transport drugega iona, ki se z njeno pomočjo aktivno transportira v smeri naraščajočega koncentracijskega gradienta (z mesta nižje koncentracije proti območju z višjo koncentracijo). Ločimo dva glavna tipa sekundarnega aktivnega transportu, ki se med seboj razlikujeta po postavitvi gradienta transportiranih snovi in smeri transporta. Če dve snovi prehajata skozi prenašalec v isto smer in imata nasprotno usmerjena gradienta, govorimo o simportu. Nasprotno z izrazom antiport označujemo transportiranje dveh molekul v nasprotni smeri, pri čemer imata obe enako usmerjen gradient.
V človeškem telesu je v kotransport pogosto udeležen natrijev kation, ki prehaja v smeri padajočega koncentracijskega gradienta in tako proizvaja energijo, ki se zatem porabi pri prenašanju nekega drugega iona v smeri naraščajočega koncentracijskega gradienta. Bakterije in kvasovke velikokrat kotransportirajo vodikove ione. Ti so zelo pomembni tudi pri procesu celičnega dihanja, kjer se v velikih koncentracijah naberejo v medmembranskem prostoru mitohondrija in nato pri prehajanju skozi ATP-sintazo sproščajo to nakopičeno potencialno energijo, ki se nato izkoristi za sintezo ATP-ja.

### Antiport in simport
Pri antiportu se skozi isti prenašalec (tudi antiporter) hkrati prenašata dva iona ali spojini, ki prehajata v nasprotni smeri. Eden izmed njiju se transportira iz višje koncentracije proti nižji, kar sprosti energijo, ki poskrbi za prenos drugega iz območja nižje koncentracije proti višji. Tudi pri simportu se skozi isti prenašalec (tudi simporter) naenkrat prenašata dve snovi, a transport poteka v isto smer (recimo iz medceličnine v citosol). Prav tako velja, da se en ion premika v smeri padajočega koncentracijskega gradienta in s tem zagotavlja energijo za prenos drugega v smeri naraščajočega koncentracijskega gradienta.